# Хеоба
Хеоба (груз. ხეობა) — село в Грузії.
За даними перепису населення 2014 року в селі проживає 20 осіб.